# Septoria scabiosicola

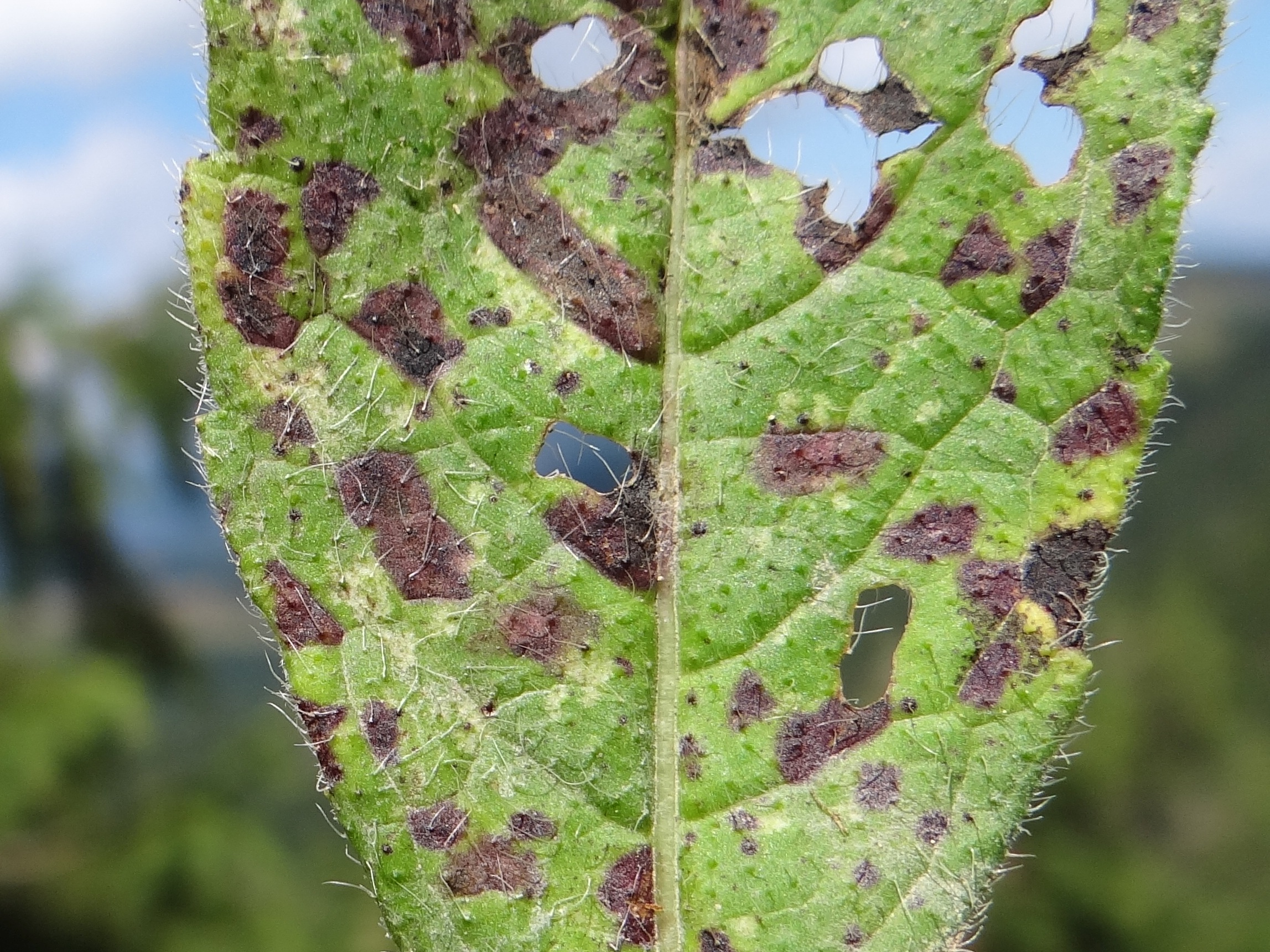

Septoria scabiosicola Desm. – gatunek grzybów z klasy Dothideomycetes. Grzyb mikroskopijny pasożytujący na niektórych gatunkach roślin z rodziny szczeciowatych (Dipsacaceae). Powoduje u nich plamistość liści.

## Systematyka i nazewnictwo
Pozycja w klasyfikacji według Index Fungorum: Septoria, Mycosphaerellaceae, Capnodiales, Dothideomycetidae, Dothideomycetes, Pezizomycotina, Ascomycota, Fungi.
Synonimy:
- Depazea scabiosicola Desm. 1836
- Septoria scabiosicola f. knautiae-dinaricae Krusch. 1963
- Septoria scabiosicola f. knautiae-hybridae Brunaud 1890
- Septoria scabiosicola f. knautiae-longifoliae Brunaud 1890
- Septoria scabiosicola f. pyrenaica Gonz. Frag. 1916
- Septoria scabiosicola f. scabiosae-balansae Brunaud 1890

## Morfologia
Objawy na liściuW miejscach rozwoju grzybni na górnej stronie liści tworzą się przeważnie okrągłe, fioletowobrązowe lub fioletowoczarne plamy o średnicy do 3 mm. Z czasem ich środek zmienia barwę na białą. Przeważnie są izolowane, bardzo rzadko zlewają się z sobą, tworząc duże plamy o wymiarach 6–7 × 4 mm.
Cechy mikroskopoweGrzybnia rozwija się w tkance miękiszowej wewnątrz liści. Czarne pyknidia występują na górnej stronie liści i zazwyczaj w obrębie jednej plamy jest ich tylko kilka 1–2, rzadziej 3. Mają średnicę (38–)54–140(–210) μm. Ostiole pojedyncze, o średnicy 22–44(–54) μm, otoczone ciemniejszymi plamami. Wewnątrz pyknidiów powstają igiełkowate, proste konidia o długości 22–80 μm i średnicy zaledwie 1–1,5 μm, podzielone 0–4 septami.

## Występowanie
S. scabiosicola występuje w większości krajów Europy, w niektórych rejonach Azji (Gruzja, Rosja) i na Nowej Zelandii. W Polsce jest jednym z najczęściej występujących gatunków rodzaju Septoria. W piśmiennictwie naukowym na terenie Polski podano liczne jej stanowiska.
Opisano występowanie na wielu gatunkach z rodziny szczeciowatych. W Polsce notowana najczęściej na świerzbnicy polnej (Knautia arvensis), poza tym na driakwi wonnej (Scabiosa canescens), driakwi gołębiej (Scabiosa columbaria), driakwi lśniącej (Scabiosa lucida), driakwi żółtej (Scabiosa ochroleuca), czarcikęsie łąkowym (Succisa pratensis).